# 1826

## أحداث
- حصار البصرة من قبل الشيخ حمود الثامر السعدون، وعزله من مشيخة المنتفق بعد فشل الحصار.
- تأسيس مدينة تاتوي وتقع حاليا في البرازيل.
- تأسيس مدينة ميناتيتلان وتقع حاليا في المكسيك.
- تأسيس مدينة لندن وتقع حاليا في كندا.
- تأسيس مدينة باورو وتقع حاليا في البرازيل.
- تأسيس مدينة شيركنيس وتقع حاليا في النرويج.
- 3 أغسطس: بدء حصار الأكروبوليس والذي استمر إلى 25 مايو 1827.
- بداية الحرب الروسية الفارسية في 31 يوليو 1826 والتي انتهت في 22 فبراير 1828.
- نهاية الحرب الإنجليزية البورمية الأولى في 24 فبراير 1826 والتي بدأت في 5 مارس 1824.
- أول صورة ضوئية في التاريخ.

## مواليد
- 17 يناير - أديلايد إرنروث، كاتبة وصحفية فنلندية.
- أوجيني.
- بيرنهارد أبيكن.
- تشارلز كلارك ستيفنسون.
- جون لونغ روث.
- روبرت ويتني وارمن.
- ستيفن فوستر.
- هنري هوارد.
- 17 سبتمبر - جورج فريدرش برنارد ريمان، عالم رياضيات ألماني.
- راشيل هيننغ.

## وفيات
- أحمد بن زين الدين الأحسائي
- توماس جفرسون
- توماس جيفرسون
- توماس ستامفورد رافلز
- جون آدامز
- رحمة بن جابر الجلهمي
- كريستيان كرامب
- نيقولاي ميخائيلوفتش كرامزين